# Bastide d'Orcel
Pour les articles homonymes, voir Orcel.
La bastide d'Orcel est une bastide située à Aix-en-Provence dans le département français des Bouches-du-Rhône et la région Provence-Alpes-Côte d'Azur.

## Historique
Elle fait l'objet d'une inscription au titre des monuments historiques depuis le 21 décembre 1984.